# Walvis Bay
Walvis Bay, afrikánsky Walvisbaai, německy Walfischbucht (doslova „Velrybí zátoka“) je město v namibijském regionu Erongo s asi 85 000 obyvateli. Nachází se na pobřeží Atlantského oceánu v místě, kde se řeka Kuiseb vlévá do stejnojmenného zálivu, který je největším přírodním přístavištěm v zemi, a je obklopeno Namibskou pouští.

## Historie
Zdejší přístav objevil v roce 1487 Bartolomeu Dias. Domorodí Hererové místo nazývali Ezerogondo, anglický název je odvozen od početné populace velryby jižní v okolním moři. V polovině 19. století zde Britové založili přístavní město, které roku 1884 prohlásili za svoji državu, zatímco Němcům ponechali okolní území. Po první světové válce bylo Walvis Bay začleněno do Jihozápadní Afriky, spravované jako mandátní území. V roce 1977 se Jihoafrická republika vzhledem ke sporům o dalším postavení země rozhodla strategicky významný přístav a jeho zázemí o rozloze 1124 km² odtrhnout od Namibie a dát ho jako svou exklávu pod přímou správu Kapska. Město tak zůstalo součástí JAR i po vytvoření nezávislého namibijského státu v roce 1990, po zrušení apartheidu však byla roku 1992 uzavřena dohoda o společné správě a 1. března 1994 byla exkláva i s pobřežními ostrovy Tučňáků připojena k Namibii.

## Ekonomika
Město je nejvýznamnějším obchodním i vojenským přístavem Namibie, má mezinárodní letiště Rooikop a díky trati TransNamib také železniční spojení s hlavním městem Windhoekem. Základem ekonomiky je lov a zpracování ryb, sídlí zde také vysoká škola Namibian Maritime and Fisheries Institute (NAMFI). U pobřeží se nachází ostrov Bird Island, na kterém se sbírá guáno, významná je i těžba soli. Atrakcemi pro turisty je nedaleká pláž Langstrand, obří písečné duny i pozorování velryb a mořských ptáků. V roce 1996 byla ve městě zřízena zóna volného obchodu; jako jedno z hospodářských center země zažívá rychlý populační růst, v roce 2030 by mělo mít podle odhadů až 180 000 obyvatel.

## Sport
Na místním fotbalovém stadionu Kuisebmund hrají prvoligové kluby Eleven Arrows FC a Blue Waters FC. Paul Larsen s lodí Vestas Sailrocket vytvořil v zálivu 24. listopadu 2012 rychlostní rekord 125,95 km/h.